# Københavns Professionshøjskole
Københavns Professionshøjskole er en videregående uddannelsesinstitution, som samler grunduddannelser, efter- og videreuddannelser og forsknings- og udviklingsaktiviteter inden for sundhed, rehabilitering, sygepleje, ernæring, velfærdsteknologi, ledelse, pædagogik, socialt arbejde og administration.
Københavns Professionshøjskole har ca. 20.000 studerende og 2.000 ansatte samt en omsætning på ca. 1,5 milliarder kroner. Professionshøjskolen blev etableret den 1. marts 2018 som en fusion mellem de tidligere professionshøjskoler UCC og Metropol.
Professionshøjskolen er organiseret under ledelse af rektor Anne Vang.
Københavns professionshøjskole har sit udgangspunkt i Region Hovedstaden og er en af 6 professionshøjskoler i Danmark.

## Uddannelsesmiljøer
Københavns Professionshøjskoles uddannelser er hovedsageligt samlet på campusser i Københavns bydele Vesterbro, Nørrebro, og Frederiksberg. Derudover har Københavns Professionshøjskole uddannelser i Hillerød, Nødebo, Helsingør og på Bornholm.
Københavns Professionshøjskole har hovedsæde på Campus Carlsberg i Carlsberg Byen i København.

## Uddannelser
Københavns Professionshøjskole består af tre fakulteter, ni institutter samt videreuddannelser, der rummer grunduddannelser, efter- og videreuddannelser og forsknings- og udviklingsmiljøer.
| Fakultet                                    | Institut                                                 |
| ------------------------------------------- | -------------------------------------------------------- |
| Det Lærerfaglige Fakultet                   | Stab for Forskning og Udvikling                          |
| Det Lærerfaglige Fakultet                   | Institut for Læreruddannelsen                            |
| Det Lærerfaglige Fakultet                   | Institut for for Didaktik og Digitalisering              |
| Det Pædagogiske og Samfundsfaglige Fakultet | Institut for Pædagoguddannelsen                          |
| Det Pædagogiske og Samfundsfaglige Fakultet | Institut for Socialrådgiveruddannelsen                   |
| Det Pædagogiske og Samfundsfaglige Fakultet | Institut for Forvaltnings- og Administrationsuddannelser |
| Det Sundhedsfaglige Fakultet                | Institut for Sygeplejerske- og Ernæringsuddannelser      |
| Det Sundhedsfaglige Fakultet                | Institut for Terapeut- og Jordemoderuddannelser          |
| Det Sundhedsfaglige Fakultet                | Institut for Teknologiske uddannelser                    |

Københavns Professionshøjskole tilbyder en række videregående uddannelser, der retter sig mod mod dimittender fra gymnasiale uddannelser og ungdomsuddannelser, typisk i alderen 18-30 år, og som er rettet mod beskæftigelse på offentlige og private arbejdspladser:
- Administrationsbachelor
- Administrationsøkonom
- Bioanalytiker
- Ergoterapeut
- Ernæring og sundhed
- Fysioterapeut
- Jordemoder
- Katastrofe- og risikomanager
- Laborant
- Laboratorieteknologi
- Lærer
- Meritlærer
- Natur- og kulturformidler
- Professionsbachelor i skat
- Psykomotorisk terapeut
- Pædagog
- Meritpædagog
- Pædagogisk assistent
- Radiograf
- Socialrådgiver
- Sundhedsadministrativ koordinator
- Sygeplejerske
- Tegnsprogs- og skrivetolk
- Tekstilformidler